# 支提华严寺
支提华严寺，又称华藏寺、华严禅寺、雍熙禅寺、万寿禅寺等，位于福建省宁德市支提山上，为汉族地区佛教全国重点寺院之一。

## 历史沿革
支提华严寺创建于宋开宝四年（971年），因唐朝高丽僧侣释元表在此讲颂《华严经》。宋朝政府先后敕赐“华严禅寺”与“雍熙禅寺”之名；明代也敕赐过“华藏禅寺”与“万寿禅寺”之名，并重建支提寺。
第二次国共内战时期，华严寺成为闽东革命根据地。1984年7月1日，宁德地委在华藏寺树立了《中国工农红军闽东独立师成立纪念碑》。
1993年，国务院批准为全国重点佛教寺院。

## 建筑结构
山门：支提寺山门为明代所建，明明成祖敕赐“天下第一山”。
大雄宝殿：殿前“华藏寺”匾额，为中国佛教协会会长赵朴初题。其中供奉三佛：右边为普贤菩萨像，其手持青莲、乘坐六牙白象；左侧为文殊菩萨像，手提如意宝、乘青狮，殿正中供奉着毗卢遮那佛像，于莲花座上，手持毗卢印。此佛像为铜金铸造而成，为双层空心圆体。　　

## 宝藏
寺中保明版佛经《永乐北藏》，共678函，6780册，为明神宗万历二十七年（1599年）所颁赐，为镇寺之宝，现为国内稀本。支提华严寺还收藏明万历年间御赐京缎的金绣五爪盘龙紫衣。寺内现存明代铁铸天冠菩萨像（俗称千圣天冠菩萨），系永乐年间明成祖的仁孝皇后所赐，现存947尊。其姿态各异，栩栩如生。